# László Bénes
László Bénes (Dunajská Streda, 9 september 1997) is een Slowaaks voetballer die bij voorkeur als centrale middenvelder speelt. In juli 2024 maakte hij de overstap van Hamburger SV naar 1. FC Union Berlin. In juni 2017 maakte hij zijn debuut voor Slowakije in een WK-kwalificatiewedstrijd tegen Litouwen.

## Clubloopbaan

### Jeugd
Bénes begon in zijn jeugd met voetballen FC GBS Šamorín en verhuisde in 2007 naar Dunajská Streda. Op 14-jarige leeftijd ging hij naar de Miklós Fehér Football Academy van ETO Győri. In het seizoen 2012/13 werd hij met de onder-16 kampioen. In de zomer van 2014 tekende hij zijn eerste contract met een looptijd tot 2017 waarbij afspraken werden gemaakt over een afkoopsom.

### ETO Győri
In het seizoen 2014/15 maakte hij zijn debuut in het eerste elftal tijdens de 17e competitieronde. Op 6 december kwam hij in de uitwedstrijd tegen Budapest Honvéd in de 82e minuut in het veld. Het bleef bij deze wedstrijd omdat MŠK Žilina in de winterstop bereid was de vastgelegde afkoopsom te betalen waardoor Bénes de overstap maakte naar Slowakije.

### MŠK Žilina
In februari 2015 tekende Bénes een driejarig contract voor de Slowaakse club. Op 4 april 2015 maakte hij zijn eerste speelminuten in de Fortuna Liga tijdens de met 4-1 gewonnen thuiswedstrijd tegen Košice. Hij kwam in de 81e minuut in het veld. De rest van het seizoen lukte het hem niet om zich in de basis te spelen en kwam hij regelmatig als wisselspeler in actie. In het seizoen 2015/16 kwam de doorbraak voor Bénes. Hij stond vanaf de eerste competitiewedstrijd tegen FC ViOn tot aan de 23e competitieronde steevast in de basis. Op 12 maart raakte hij in de wedstrijd tegen Podbrezová dermate zwaar geblesseerd dat zijn seizoen ten einde was. In het eerste deel van de competitie maakte hij op 12 september 2015 zijn eerste competitiedoelpunt tegen Slovan Bratislava. In de met 3-0 gewonnen thuiswedstrijd maakte hij in de 39e minuut het tweede doelpunt. Hij maakte dit seizoen op 2 juli 2015 eveneens zijn debuut in Europa tijdens een kwalificatiewedstrijd voor de Europa League tegen het Noord-Ierse Glentoran. In de met 1-4 gewonnen uitwedstrijd begon Bénes in de basis en gaf in de 13e minuut de assist voor de 0-1. Aan het einde van het seizoen werd hij verkocht aan Borussia Mönchengladbach.

### Borussia Mönchengladbach

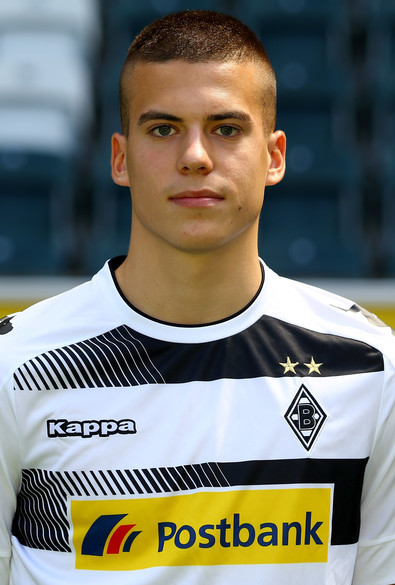
Bénes met Borussia Mönchengladbach in 2016

In juni 2016 tekende Bénes een vijfjarig contract bij de Duitse club. Hij wist zich in de voorbereiding op het seizoen 2016/17 niet in de basis van het eerste elftal te spelen. Hij maakte daarom op 27 augustus 2016 zijn debuut in het tweede elftal tijdens de uitwedstrijd tegen Rot-Weiss Essen. Trainer Arie van Lent liet hem in de basis starten. In zijn derde wedstrijd maakte hij zijn eerste doelpunt in de Regionalliga West tijdens de met 1-2 gewonnen uitwedstrijd tegen SV Rödinghausen. In de 17e minuut scoorde hij uit een vrije trap de 0-1.  Op 7 februari 2017 maakte hij in de achtste finale van de DFB-Pokal zijn debuut in het eerste elftal tijdens de uitwedstrijd tegen Greuther Fürth. Hij kwam in de 79e minuut in het veld voor Mahmoud Dahoud. Een maand later maakte hij zijn competitiedebuut in de thuiswedstrijd tegen Bayern München. Hij kwam in de 81e minuut in het veld voor André Hahn. Kort daarop stond hij op 5 april tijdens de met 1-0 gewonnen thuiswedstrijd tegen Hertha BSC voor de eerste keer in de basis en was hij de matchwinner. In de 16e minuut maakte hij na een voorzet van Lars Stindl zijn eerste doelpunt in de Bundesliga.
In het seizoen 2017/18 had Bénes een groot aantal blessures waardoor hij nauwelijks in actie kwam. In het begin van het seizoen brak hij zijn middenvoetsbeentje waardoor hij langere tijd uit de roulatie was. Trainer Dieter Hecking gaf hem weinig speelminuten in het seizoen 2018/19. Bénes werd in de winterstop verhuurd aan Holstein Kiel uit de 2. Bundesliga. Na terugkomst uit Noord-Duitsland kreeg Bénes voor het seizoen 2019/20 met Marco Rose te maken als nieuwe trainer. In de openingswedstrijd tegen Schalke 04 liet Rose hem in de basis beginnen. Door in 28 wedstrijden in actie te komen leek hij onder Rose tot zijn definitieve doorbraak bij Borussia Mönchengladbach te komen. 
In de voorbereiding op het seizoen 2020/21 liep Bénes een enkelblessure op waardoor hij de eerste competitiewedstrijden moest missen. In de zevende competitieronde maakte hij tijdens de uitwedstrijd tegen Bayer Leverkusen zijn eerste speelminuten van het seizoen. Het lukte hem niet om een vaste basisplaats te krijgen. Ondanks de beperkte speeltijd maakte hij op 25 november 2020 tijdens de thuiswedstrijd tegen Sjachtar Donetsk zijn debuut in de Champions League. Hij kwam in de 81e minuut in het veld. Wegens weinig zicht op speeltijd liet Bénes zich na de winterstop verhuren aan FC Augsburg. Na zijn terugkomst kreeg hij te maken met een nieuwe trainer Adi Hütter van wie hij weinig speelminuten kreeg. In het seizoen 2021/22 verscheen hij grotendeels als invaller op het veld. Hij besloot aan het einde van het seizoen de overstap te maken naar Hamburger SV.

#### Verhuur aan Holstein Kiel
Eind januari 2019 maakte de Noord-Duitse club bekend Bénes voor de rest van het seizoen te huren van Borussia Mönchengladbach. Kort daarop maakte hij zijn eerste minuten voor de Noord-Duitse club tijdens de uitwedstrijd tegen 1.FC Heidenheim. Hij werd door trainer Tim Walter in de 68e minuut in het veld gebracht voor Jonas Meffert. Een week later begon hij voor de eerste keer de basis tijdens de met 2-0 gewonnen thuiswedstrijd tegen Jahn Regensburg. Met twee assists had hij een belangrijk aandeel in de overwinning. Op 15 maart scoorde hij in de met 5-1 gewonnen thuiswedstrijd tegen Erzgebirge Aue zijn eerste twee doelpunten voor de Kielse club. In de negende minuut maakte hij na een voorzet van Mathias Honsak de 2-0. In de 54e minuut scoorde hij de 3-1. Daarnaast gaf hij tweemaal een assist waaruit werd gescoord.  Op 19 mei speelde hij zijn 16e en laatste wedstrijd tegen Arminia Bielefeld waarna hij terugkeerde naar Borussia Mönchengladbach.

#### Verhuur aan FC Augsburg
Begin februari 2022 maakte FC Augsburg op de laatste dag van de transferwindow bekend dat Bénes tot het einde van het seizoen 2020/21 werd gehuurd. Een paar dagen na zijn overgang maakte hij zijn debuut in de thuiswedstrijd tegen VfL Wolfsburg. Trainer Heiko Herrlich liet hem in de basis starten waarna hij hem in de 66e minuut wisselde voor Marco Richter. In zijn vijfde wedstrijd schoot hij tijdens de met 2-1 verloren uitwedstrijd tegen Hertha BSC zijn ploeg in de 2e minuut met zijn eerste doelpunt op een 0-1 voorsprong. Op 22 mei speelde Bénes zijn 12e en laatste wedstrijd tegen Bayern München waarna hij weer terug keerde naar Borussia Mönchengladbach.

### Hamburger SV
In de zomer van 2022 tekende Bénes een contract tot 2026 bij Hamburger SV. Hij werd hierdoor herenigd met met zijn voormalige trainer bij Holstein Kiel Tim Walter. Op 17 juli 2022 maakt hij als centrale middenvelder zijn debuut tijdens de met 0-2 gewonnen uitwedstrijd tegen Eintracht Braunschweig. Hij speelde 60 minuten en werd gewisseld voor Xavier Amaechi. Een maand later op 13 augustus maakte hij zijn eerste doelpunt tijdens de met 0-2 gewonnen uitwedstrijd tegen Arminia Bielefeld. Na een voorzet van Ludovit Reis maakte hij in de 74e minuut het tweede doelpunt. Hij speelde 33 van de 34 wedstrijd en ontbrak wegens een schorsing alleen de wedstrijd tegen Jahn Regensburg. Bénes eindigde in zijn eerste seizoen in de competitie op de derde plaats waardoor men play-offwedstrijden speelde tegen VfB Stuttgart. De heenwedstrijd in het MHPArena in Stuttgart werd met 3-0 verloren. In Hamburg eindigde de wedstrijd in een 1-3 nederlaag waardoor promotie werd misgelopen. Bénes ontbrak tijdens beide wedstrijden wegens een blessure. In het seizoen 2023/24 begon Bénes sterk door in zijn eerste vier competitiewedstrijden vijf keer te scoren. Hij maakte er twee tegen Schalke 04 en één tegen Karlsruher SC, Hertha BSC en Hansa Rostock..Kort na de winterstop werd hij in de met 3-4 verloren thuiswedstrijd tegen Hannover 96 met een directe rode kaart door scheidsrechter Sören Storks van het veld gestuurd. Dit leverde hem drie wedstrijden schorsing op. Bénes eindigde met Hamburger SV op de vierde plaats waardoor wederom promotie werd misgelopen. Hij maakte gebruik van de optie in zijn contract om bij niet promoveren de club te verlaten en hij maakte de overstap naar 1. FC Union Berlin.

### 1 FC Union Berlin
Bénes tekende in de zomer een contract met onbekende looptijd bij de club uit de Duitse hoofdstad Berlijn. Op 17 augustus maakte hij in de eerste ronde van de DFB-Pokal onder trainer Bo Svensson zijn basisdebuut tijdens met 0-1 de uitwedstrijd tegen amateurs van Greifswalder FC. Een week later maakte hij zijn eerste speelminuten in de competitie tijdens de met 1-1 gelijkgespeelde uitwedstrijd tegen 1. FSV Mainz 05. Hij kwam in de 72e minuut in het veld en hij maakte twee minuten later de 1-1 gelijkmaker. Het gelukte hem niet om in de eerste helft van de competitie 2024/25 een vaste basisplaats te veroveren.

## Clubstatistieken
| Seizoen                         | Club                     | Competitie        | Competitie | Competitie | Beker | Beker | Internationaal | Internationaal | Overig | Overig | Totaal | Totaal |
| Seizoen                         | Club                     | Competitie        | Wed.       | Dlp.       | Wed.  | Dlp.  | Wed.           | Dlp.           | Wed.   | Dlp.   | Wed.   | Dlp.   |
| ------------------------------- | ------------------------ | ----------------- | ---------- | ---------- | ----- | ----- | -------------- | -------------- | ------ | ------ | ------ | ------ |
| 2014                            | Győri ETO FC             | Nemzeti Bajnokság | 1          | 0          | 0     | 0     | 0              | 0              | 0      | 0      | 1      | 0      |
| 2014/15                         | MŠK Žilina               | Fortuna Liga      | 8          | 0          | 0     | 0     | 0              | 0              | 6      | 0      | 14     | 0      |
| 2015/16                         | MŠK Žilina               | Fortuna Liga      | 23         | 2          | 3     | 0     | 8              | 0              | 0      | 0      | 34     | 2      |
| 2016/17                         | Borussia Mönchengladbach | Bundesliga        | 8          | 1          | 2     | 0     | 0              | 0              | 13     | 1      | 23     | 2      |
| 2017/18                         | Borussia Mönchengladbach | Bundesliga        | 2          | 0          | 0     | 0     | 0              | 0              | 1      | 0      | 3      | 0      |
| 2018/19                         | Borussia Mönchengladbach | Bundesliga        | 1          | 0          | 0     | 0     | 0              | 0              | 2      | 0      | 3      | 0      |
| 2018/19                         | →Holstein Kiel           | 2. Bundesliga     | 15         | 2          | 1     | 0     | 0              | 0              | 2      | 0      | 18     | 2      |
| 2019/20                         | Borussia Mönchengladbach | Bundesliga        | 22         | 0          | 2     | 0     | 4              | 0              | 0      | 0      | 28     | 0      |
| 2020/21                         | Borussia Mönchengladbach | Bundesliga        | 7          | 0          | 1     | 1     | 2              | 0              | 0      | 0      | 10     | 1      |
| 2020/21                         | →FC Augsburg             | Bundesliga        | 12         | 1          | 0     | 0     | 0              | 0              | 0      | 0      | 12     | 1      |
| 2021/22                         | Borussia Mönchengladbach | Bundesliga        | 13         | 1          | 0     | 0     | 0              | 0              | 0      | 0      | 13     | 1      |
| 2022/23                         | Hamburger SV             | 2. Bundesliga     | 33         | 6          | 1     | 0     | 0              | 0              | 0      | 0      | 34     | 6      |
| 2023/24                         | Hamburger SV             | 2. Bundesliga     | 27         | 13         | 3     | 2     | 0              | 0              | 0      | 0      | 30     | 15     |
| 2024/25                         | 1. FC Union Berlin       | Bundesliga        | 9          | 1          | 2     | 0     | 0              | 0              | 0      | 0      | 11     | 1      |
| Carrière totaal                 | Carrière totaal          | Carrière totaal   | 181        | 27         | 15    | 3     | 14             | 0              | 24     | 2      | 234    | 32     |
| Bijgewerkt tot 26 december 2024 |                          |                   |            |            |       |       |                |                |        |        |        |        |

## Interlandcarrière
Bénes kwam uit voor diverse Slowaakse nationale jeugdelftallen waarbij hij met Slowakije –21 deelnam aan een Europees Kampioenschap. Hij kwam in 29 jeugdinterlands in actie. Hij maakte hierin zeven doelpunten. Tijdens deze wedstrijden speelde hij samen met onder andere Samuel Mráz, Denis Vavro, Adam Jakubech en Dávid Hancko. Hij maakte in 2017 zijn debuut in de Slowaakse A-ploeg.

### Slowaakse jeugdelftallen
Op 22 mei 2012 maakte hij als centrale middenvelder zijn debuut in Slowakije –15 tijdens de met 1-2 verloren oefeninterland tegen Zwitserland –15. Op 11 november 2014 maakt hij in Slowakije –19 tijdens de EK-kwalificatiewedstrijd tegen Hongarije –19 zijn eerste doelpunt. In de met 0-3 gewonnen uitwedstrijd maakte hij in de 66e minuut het tweede Slowaakse doelpunt. Een jaar later was Bénes voor de eerste keer aanvoerder bij de onder-19 tijdens de thuiswedstrijd tegen zijn leeftijdsgenoten uit Noorwegen –19. De band zat tot zijn overstap naar Slowakije –21 om zijn arm. Met deze leeftijdscategorie nam Bénes deel aan het Europees kampioenschap in Polen. Hij kwam in alle drie de poulewedstrijden als wisselspeler in actie. In een poule met Polen, Engeland en Zweden eindigde hij met zijn ploeggenoten als tweede en was daarmee uitgeschakeld. Op 16 oktober 2018 speelde hij zijn laatste wedstrijd bij de jeugd. In de met 2-1 verloren EK-kwalificatie wedstrijd in en tegen Noord-Ierland werd hij met twee keer geel in minder dan drie minuten door de scheidsrechter van het veld gestuurd.
| Interlands van László Bénes voor Slowaakse jeugdelftallen | Interlands van László Bénes voor Slowaakse jeugdelftallen | Interlands van László Bénes voor Slowaakse jeugdelftallen | Interlands van László Bénes voor Slowaakse jeugdelftallen | Interlands van László Bénes voor Slowaakse jeugdelftallen | Interlands van László Bénes voor Slowaakse jeugdelftallen |
| №                                                         | Datum                                                     | Wedstrijd                                                 | Uitslag                                                   | Soort Wedstrijd                                           | Doelpunten                                                |
| Als speler bij Slowakije –15                              | Als speler bij Slowakije –15                              | Als speler bij Slowakije –15                              | Als speler bij Slowakije –15                              | Als speler bij Slowakije –15                              | Als speler bij Slowakije –15                              |
| --------------------------------------------------------- | --------------------------------------------------------- | --------------------------------------------------------- | --------------------------------------------------------- | --------------------------------------------------------- | --------------------------------------------------------- |
| 1.                                                        | 22 mei 2012                                               | Slowakije – Zwitserland                                   | 1 – 2                                                     | Vriendschappelijk                                         |                                                           |
| 2.                                                        | 24 mei 2012                                               | Slowakije – Zwitserland                                   | 2 – 3                                                     | Vriendschappelijk                                         |                                                           |
| Als speler bij Slowakije –16                              |                                                           |                                                           |                                                           |                                                           |                                                           |
| 1.                                                        | 19 september 2012                                         | Oostenrijk – Slowakije                                    | 3 – 0                                                     | Vriendschappelijk                                         |                                                           |
| Als speler bij Slowakije –17                              |                                                           |                                                           |                                                           |                                                           |                                                           |
| 1.                                                        | 21 september 2013                                         | Rusland – Slowakije                                       | 2 – 1                                                     | EK-kwalificatie                                           |                                                           |
| 2.                                                        | 26 september 2013                                         | Azerbeidzjan – Slowakije                                  | 2 – 4                                                     | EK-kwalificatie                                           |                                                           |
| Als speler bij Slowakije –18                              |                                                           |                                                           |                                                           |                                                           |                                                           |
| 1.                                                        | 23 augustus 2014                                          | Tsjechië – Slowakije                                      | 2 – 0                                                     | Vriendschappelijk                                         |                                                           |
| 2.                                                        | 16 september 2014                                         | Slowakije – Oostenrijk                                    | 1 – 2                                                     | Vriendschappelijk                                         |                                                           |
| Als speler bij Slowakije –19                              |                                                           |                                                           |                                                           |                                                           |                                                           |
| 1.                                                        | 12 november 2014                                          | Azerbeidzjan – Slowakije                                  | 1 – 4                                                     | EK-kwalificatie                                           |                                                           |
| 2.                                                        | 15 november 2014                                          | Hongarije – Slowakije                                     | 0 – 3                                                     | EK-kwalificatie                                           | Goal                                                      |
| 3.                                                        | 12 februari 2015                                          | Noorwegen – Slowakije                                     | 1 – 0                                                     | Vriendschappelijk                                         |                                                           |
| 4.                                                        | 16 september 2014                                         | Portugal – Slowakije                                      | 2 – 2                                                     | Vriendschappelijk                                         | Goal                                                      |
| 5.                                                        | 26 maart 2015                                             | Slowakije – Duitsland                                     | 1 – 1                                                     | EK-kwalificatie                                           |                                                           |
| 6.                                                        | 28 maart 2015                                             | Slowakije – Tsjechië                                      | 3 – 0                                                     | EK-kwalificatie                                           |                                                           |
| 7.                                                        | 31 maart 2015                                             | Ierland – Slowakije                                       | 2 – 2                                                     | EK-kwalificatie                                           |                                                           |
| 8.                                                        | 14 november 2015                                          | Slowakije – Noorwegen                                     | 2 – 2                                                     | EK-kwalificatie                                           | Goal                                                      |
| 9.                                                        | 16 november 2015                                          | Noord-Ierland – Slowakije                                 | 0 – 2                                                     | EK-kwalificatie                                           | Goal                                                      |
| 10.                                                       | 13 februari 2016                                          | Portugal – Slovenië                                       | 1 – 1                                                     | Vriendschappelijk                                         |                                                           |
| Als speler bij Slowakije –21                              |                                                           |                                                           |                                                           |                                                           |                                                           |
| 1.                                                        | 8 oktober 2015                                            | Slowakije – Cyprus                                        | 2 – 0                                                     | EK-kwalificatie                                           |                                                           |
| 2.                                                        | 11 oktober 2016                                           | Turkije – Slowakije                                       | 1 – 1                                                     | EK-kwalificatie                                           |                                                           |
| 3.                                                        | 28 maart 2017                                             | Slowakije – Servië                                        | 2 – 1                                                     | Vriendschappelijk                                         | Goal                                                      |
| 4.                                                        | 16 juni 2017                                              | Polen – Slowakije                                         | 1 – 2                                                     | Europees kampioenschap                                    |                                                           |
| 5.                                                        | 19 juni 2017                                              | Engeland – Slowakije                                      | 2 – 1                                                     | Europees kampioenschap                                    |                                                           |
| 6.                                                        | 22 juni 2017                                              | Zweden – Slowakije                                        | 0 – 3                                                     | Europees kampioenschap                                    |                                                           |
| 7.                                                        | 1 september 2017                                          | Estland – Slowakije                                       | 1 – 2                                                     | EK-kwalificatie                                           |                                                           |
| 8.                                                        | 5 september 2017                                          | Slowakije – Noord-Ierland                                 | 1 – 0                                                     | EK-kwalificatie                                           | Goal                                                      |
| 9.                                                        | 28 maart 2018                                             | Slowakije – Italië                                        | 3 – 0                                                     | Vriendschappelijk                                         |                                                           |
| 10.                                                       | 11 september 2018                                         | IJsland – Slowakije                                       | 2 – 3                                                     | EK-kwalificatie                                           | Goal                                                      |
| 11.                                                       | 12 oktober 2018                                           | Slowakije – Estland                                       | 2 – 0                                                     | EK-kwalificatie                                           |                                                           |
| 12.                                                       | 16 oktober 2018                                           | Noord-Ierland – Slowakije                                 | 1 – 0                                                     | EK-kwalificatie                                           |                                                           |
| Bijgewerkt tot 10 januari 2024                            |                                                           |                                                           |                                                           |                                                           |                                                           |

### Slowaaks elftal
Onder leiding van bondscoach Ján Kozák maakte Bénes zijn debuut voor de Slowaakse A-ploeg op zaterdag 10 juni 2017 in de WK-kwalificatiewedstrijd in en tegen Litouwen. Hij viel in het met 1-2 gewonnen duel in de 93 minuut in voor Ondrej Duda. Drie wedstrijden later op 1 juni 2021 maakte hij zijn eerste doelpunt tijdens de met 1-1 gelijkgespeelde oefeninterland tegen Bulgarije. In de 26e minuut maakte hij na een voorzet van Vladimír Weiss de 1-1 gelijkmaker.

#### Europees kampioenschap 2020
In mei 2021 werd Bénes samen met onder anderen Róbert Boženík, Tomáš Suslov en Matúš Bero door bondscoach Stefan Tarkovic geselecteerd voor het Europees kampioenschap 2020. Hij kwam in de poulewedstrijden tegen zowel Zweden als Spanje als wisselspeler voor Marek Hamšík in de ploeg. Hier bleef het voor hem bij want vanwege de derde plaats was Slowakije uitgeschakeld.  

#### Europees kampioenschap 2024
Tijdens de kwalificatiewedstrijden voor het Europees kampioenschap 2024 maakte de nieuwe bondscoach Francesco Calzona in zeven van de tien wedstrijden gebruik van Bénes. Door een tweede plaats in de poule plaatste men zich voor het toernooi in Duitsland. Hij kwam tijdens het toernooi twee keer in actie. In de met 1-2 verloren poulewedstrijd tegen Oekraïne kwam hij in de 60e minuut in de ploeg voor Ondrej Duda. Door een tweede plaats in de groep speelde men achtste finale tegen Engeland. In de met 2-1 na verlenging verloren wedstrijd kwam Bénes in de 81e minuut in het veld.
| Interlands László Bénes voor Slovenië   | Interlands László Bénes voor Slovenië   | Interlands László Bénes voor Slovenië   | Interlands László Bénes voor Slovenië   | Interlands László Bénes voor Slovenië   | Interlands László Bénes voor Slovenië   |
| №                                       | Datum                                   | Wedstrijd                               | Uitslag                                 | Soort wedstrijd                         | Doelpunten                              |
| Als speler bij Borussia Mönchengladbach | Als speler bij Borussia Mönchengladbach | Als speler bij Borussia Mönchengladbach | Als speler bij Borussia Mönchengladbach | Als speler bij Borussia Mönchengladbach | Als speler bij Borussia Mönchengladbach |
| --------------------------------------- | --------------------------------------- | --------------------------------------- | --------------------------------------- | --------------------------------------- | --------------------------------------- |
| 1.                                      | 10 juni 2017                            | Litouwen – Slowakije                    | 1 – 2                                   | WK-kwalificatie                         |                                         |
| 2.                                      | 7 juni 2019                             | Slowakije – Jordanië                    | 5 – 1                                   | Vriendschappelijk                       |                                         |
| 3.                                      | 13 oktober 2019                         | Slowakije – Paraguay                    | 1 – 1                                   | Vriendschappelijk                       |                                         |
| 4.                                      | 1 juni 2021                             | Bulgarije – Slowakije                   | 1 – 1                                   | Vriendschappelijk                       | Goal                                    |
| 5.                                      | 6 juni 2021                             | Oostenrijk – Slowakije                  | 0 – 0                                   | Vriendschappelijk                       |                                         |
| 6.                                      | 18 juni 2021                            | Zweden – Slowakije                      | 0 – 0                                   | Europees kampioenschap voetbal 2020     |                                         |
| 7.                                      | 23 juni 2021                            | Spanje – Slowakije                      | 0 – 5                                   | Europees kampioenschap voetbal 2020     |                                         |
| Als speler bij Hamburger SV             |                                         |                                         |                                         |                                         |                                         |
| 8.                                      | 22 september 2022                       | Slowakije – Azerbeidzjan                | 1 – 2                                   | UEFA Nations League 2022/23 Divisie C   |                                         |
| 9.                                      | 25 september 2022                       | Wit-Rusland – Slowakije                 | 1 – 1                                   | UEFA Nations League 2022/23 Divisie C   |                                         |
| 10.                                     | 17 november 2022                        | Montenegro – Slowakije                  | 2 – 2                                   | Vriendschappelijk                       |                                         |
| 11.                                     | 20 november 2022                        | Slowakije – Chili                       | 0 – 0                                   | Vriendschappelijk                       |                                         |
| 12.                                     | 23 maart 2023                           | Slowakije – Luxemburg                   | 0 – 0                                   | EK-kwalificatie                         |                                         |
| 13.                                     | 23 maart 2023                           | Slowakije – Bosnië en Herzegovina       | 2 – 0                                   | EK-kwalificatie                         |                                         |
| 14.                                     | 8 september 2023                        | Slowakije – Portugal                    | 0 – 1                                   | EK-kwalificatie                         |                                         |
| 15.                                     | 11 september 2023                       | Slowakije – Liechtenstein               | 3 – 0                                   | EK-kwalificatie                         |                                         |
| 16.                                     | 13 oktober 2023                         | Portugal – Slowakije                    | 3 – 2                                   | EK-kwalificatie                         |                                         |
| 17.                                     | 16 november 2023                        | Slowakije – IJsland                     | 4 – 2                                   | EK-kwalificatie                         |                                         |
| 18.                                     | 19 november 2023                        | Bosnië en Herzegovina – Slowakije       | 1 – 2                                   | EK-kwalificatie                         |                                         |
| 19.                                     | 23 maart 2024                           | Slowakije – Oostenrijk                  | 0 – 2                                   | Vriendschappelijk                       |                                         |
| 20.                                     | 26 maart 2024                           | Noorwegen – Slowakije                   | 1 – 1                                   | Vriendschappelijk                       |                                         |
| 21.                                     | 5 juni 2024                             | Slowakije – San Marino                  | 4 – 0                                   | Vriendschappelijk                       |                                         |
| 22.                                     | 9 juni 2024                             | Slowakije – Wales                       | 4 – 1                                   | Vriendschappelijk                       | Goal                                    |
| 23.                                     | 21 juni 2024                            | Slowakije – Oekraïne                    | 1 – 2                                   | Europees kampioenschap 2024             |                                         |
| 24.                                     | 30 juni 2024                            | Engeland – Slowakije                    | 1 – 2 (n.v.)                            | Europees kampioenschap 2024             |                                         |
| 25.                                     | 5 september 2024                        | Estland – Slowakije                     | 0 – 1                                   | Nations League 2024/25 (Divisie C)      |                                         |
| 26.                                     | 8 september 2024                        | Slowakije – Azerbeidzjan                | 2 – 0                                   | Nations League 2024/25 (Divisie C)      |                                         |
| 27.                                     | 11 oktober 2024                         | Slowakije – Zweden                      | 2 – 2                                   | Nations League 2024/25 (Divisie C)      |                                         |
| 28.                                     | 14 oktober 2024                         | Azerbeidzjan – Slowakije                | 1 – 3                                   | Nations League 2024/25 (Divisie C)      |                                         |
| 29.                                     | 16 november 2024                        | Zweden – Slowakije                      | 2 – 1                                   | Nations League 2024/25 (Divisie C)      |                                         |
| 30.                                     | 19 november 2024                        | Slowakije – Estland                     | 1 – 0                                   | Nations League 2024/25 (Divisie C)      |                                         |
| Bijgewerkt tot 26 december 2024         |                                         |                                         |                                         |                                         |                                         |